# 諾維察 (卡盧什區)

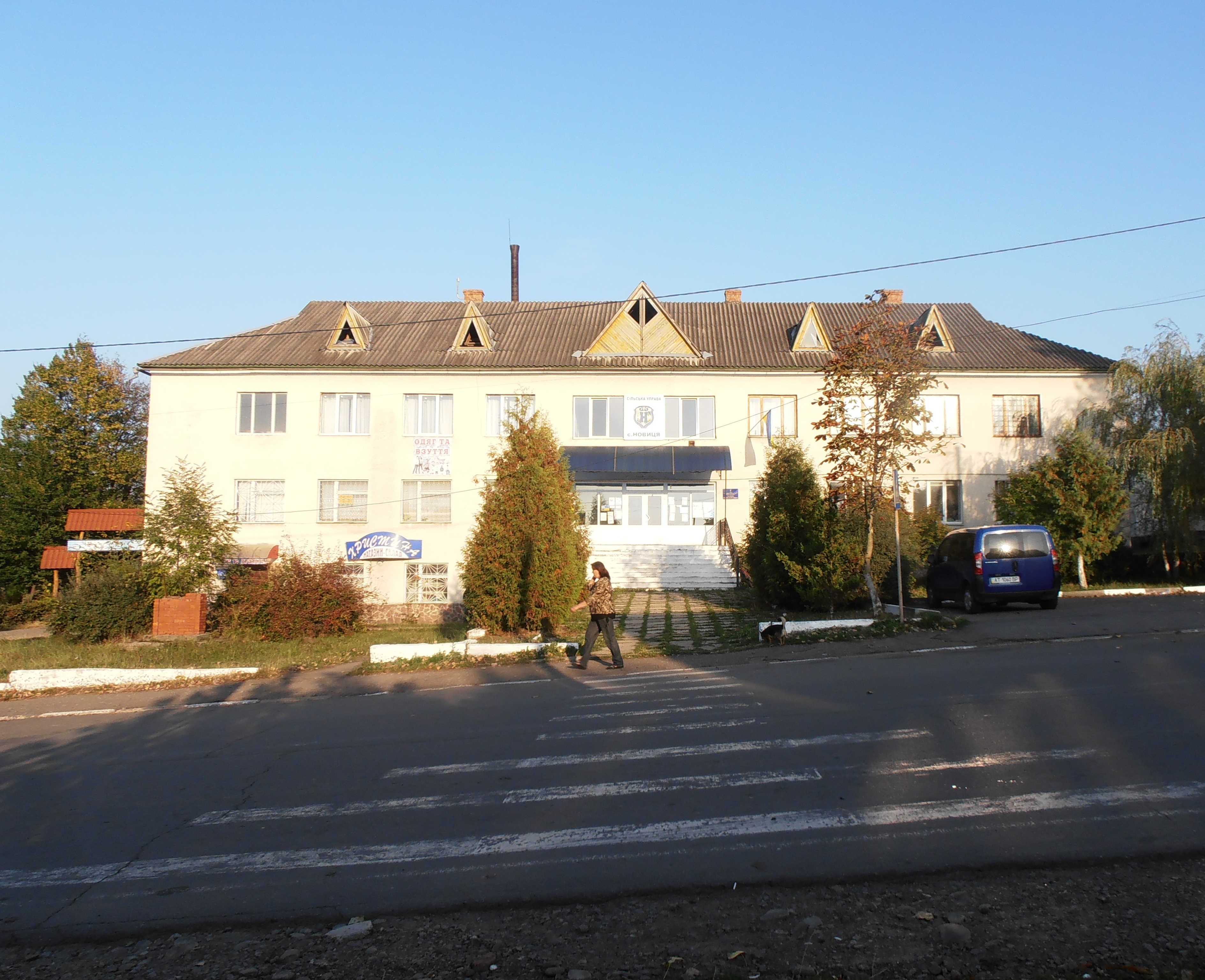
原村委会所在地

諾維察（烏克蘭語：Новиця），是烏克蘭西部伊萬諾-弗蘭科夫斯克州卡盧什區诺维察市镇内的村落及其行政中心。始建於1367年，面積18.6平方公里，2001年人口3,733，人口密度每平方公里201.2人。